# Скотс Вали (Калифорния)
Скотс Вали (на английски: Scotts Valley) е град в окръг Санта Круз в щата Калифорния, САЩ. Скотс Вали е с население от 11 385 жители (2000 г.) и обща площ от 11,90 км² (4,60 мили²). Скотс Вали получава статут на град през 1966 г. Намира се на около 16 км (10 мили) на юг от град Сан Хосе. Разположен е в планинската верига Санта Круз по Калифорнийски щатски път 17, между градовете Сан Хосе и Санта Круз. Градът е кръстен на Хиръм Скот, който притежавал земята на която в днешно време е града, и в превод означава „Скотова долина“ или „Долината на Скот“.

## Личности
- Алфред Хичкок, британски кинорежисьор, живее в града между 1940 г. и 1972 г.